# 조지 발란신
조지 발란신 (George Balanchine, 1904년 1월 22일 - 1983년 4월 30일)은 가장 영향력있는 20세기의 발레 안무가 중 한명이었다. 그는 New York City Ballet 을 공동 창립했으며 35년 이상 예술 감독으로 일했다. 그의 안무는 고전과 신고전주의 음악에 맞춰 공연되는 최소한의 의상과 장식으로 구성된 무구의 발레가 특징이다.
상트페테르부르크에서 태어난 발란신은  그의 "신고전주의 스타일"을 창조했다.
그는 이고르 스트라빈스키와 같은 당대의 주요 작곡가들과 광범위하게 작업했다. 발란신은 1933년 Lincoln Kirstein이라는 젊은 예술 후원자에 의해 미국으로 초청되었고 그들은 함께 아메리칸 발레 학교를 설립했다. 발란신은 Kirstein과 함께 New York City Ballet (NYCB)도 공동 창립했다.

## 직업
어린 시절 발란신은 특별히 발레에 관심이 없었지만 그의 어머니는 예술에 대한 어머니의 관심을 공유하는 여동생 Tamara와 함께 오디션을 보자고 주장했다.
그의 오디션을 바탕으로 1913년(9세) 동안 발란신은 핀란드 시골에서 이주했다.  상트페테르부르크로 가서 임페리얼 발레단의 주요 학교인 임페리얼 발레 학교에 입학하여 파벨 게르트 와 사무일 안드리아노프(게르트의 사위)의 제자였다.
조지는 1917년 폐쇄될 때까지 마린스키 극장에서 제1차 세계 대전을 보냈다. 그러나 1917년 정부의 법령으로 극장이 폐쇄되었다. 이곳에서 발레를 듣는 것은 그의 아버지가 음악을 작곡한 곳이기 때문에 Balanchivadze 가족에게 편의로 여겨질 수 있었다. 이 극장은 인민 계몽위원회로 이관되어 국가 소유가되었다. 극장은 1918년에 다시 문을 열었고 2년 후 극장은 국립 오페라 발레 극장으로 불렸다.
1921년 졸업 후, 발란신은 국립 오페라 및 발레를 위한 학술 극장(구 국립 오페라 및 발레 극장 및 마린스키 발레로 알려짐)의 발레단에서 일하면서 페트로그라드 음악원에 등록했다. 음악원에서 그의 연구에는 고급 피아노, 음악 이론, 대위법, 화성 및 작곡이 포함되었다. 발란신은 1923년 음악원을 졸업하고 1924년까지 군단의 일원으로 춤을 췄다. 발란신은 저녁 시간에 실험적으로 안무를 진행했다.

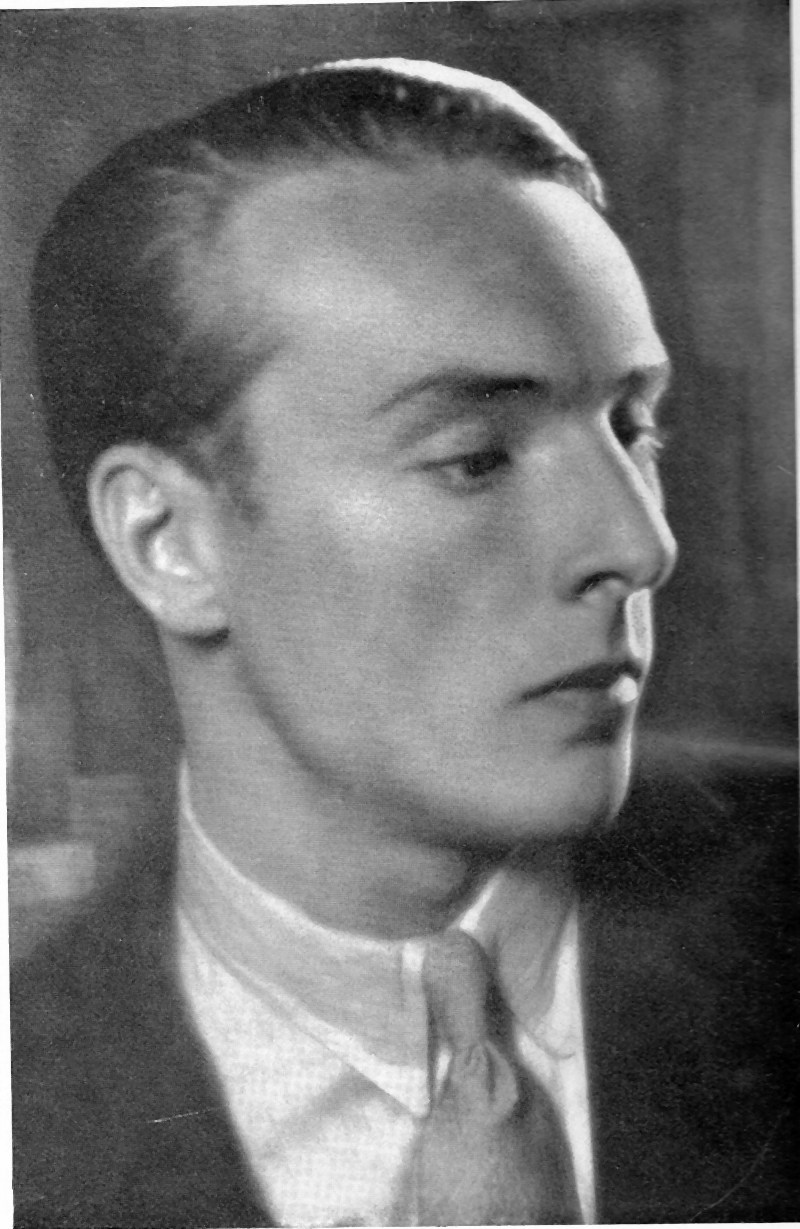
1920년대 발란신.

1924년 세르게이 댜길레프는 발란신을 발레 뤼스에 안무가로 초대했다.
1925년 발레 뤼스의 감독이 프랑스 파리에서 발란신을 발견한 후 그는 감독인 세르게이 디아길레프를 위해 10가지 일정을 수행했다. 발란신은 당시 21세였으며 가장 유명한 발레단의 주요 안무가가 되었다.

댜길레프는 곧 발란신을 회사의 발레 마스터 로 승진시키고 그의 안무를 격려했다. 1924년부터 1929년 사이에 발란신은 9개의 발레와 더 작은 작품을 만들었다. 이 기간 동안 그는 세르게이 프로코피예프, 이고르 스트라빈스키, 에릭 사티, 모리스 라벨과 같은 작곡가들, 파블로 피카소, 조르주 루오, 앙리 마티스와 같은 세트와 의상을 디자인한 예술가들과 함께 작업하여 모든 것을 결합한 새로운 작품을 만들었다.
발란신은 자신의 특정 스타일과 함께 강력한 기술을 갖춘 댄서를 개발하고 싶었기 때문에 미국에서의 첫 번째 프로젝트가 발레 학교를 설립하는 것이라고 주장했다. 그의 고전 훈련에 비해 그는 춤을 잘 추지 못한다고 생각했다. 링컨 커스타인과 에드워드 MM 워버그 의 도움으로 발란신이 미국에 도착한 지 3개월도 채 되지 않은 1934년 1월 2일에 학교가 학생들에게 문을 열었다.
1930년대와 1940년대의 발레 활동 사이에 발란신은 Richard Rodgers, Lorenz Hart 및 Vernon Duke 와 같은 유명인들이 쓴 브로드웨이 뮤지컬을 안무했다. 그 중 발란신은 1936년 Rodgers와 Hart의 On Your Toes를 안무했다. 브로드웨이 뮤지컬에서 무용가가 안무비를 받은 것은 브로드웨이 역사상 처음 있는 일이다. On Your Toes 에서는 탭 댄서가 댄스홀 소녀와 사랑에 빠지는 La Princesse Zenobia 와 Slaughter on Tenth Avenue라는 두 개의 발레를 선보였다. 뮤지컬에서 발란신의 안무는 이야기의 플롯을 더욱 발전시켰기 때문에 당시 독특했다.